# Еддінгтон (Мен)
Еддінгтон (англ. Eddington) — місто (англ. town) в США, в окрузі Пенобскот штату Мен. Населення — 2194 особи (2020).

## Демографія
Згідно з переписом 2010 року, у місті мешкало 2225 осіб у 930 домогосподарствах у складі 643 родин. Було 1037 помешкань
Расовий склад населення:
| - 97,8 % — білих - 0,6 % — чорних або афроамериканців - 0,5 % — корінних американців - 0,5 % — азіатів |

До двох чи більше рас належало 0,7 %. Частка іспаномовних становила 0,3 % від усіх жителів.
За віковим діапазоном населення розподілялося таким чином: 20,0 % — особи молодші 18 років, 64,9 % — особи у віці 18—64 років, 15,1 % — особи у віці 65 років та старші. Медіана віку мешканця становила 44,1 року. На 100 осіб жіночої статі у місті припадало 98,7 чоловіків;  на 100 жінок у віці від 18 років та старших — 97,9 чоловіків також старших 18 років.
Середній дохід на одне домашнє господарство  становив 68 965 доларів США (медіана — 58 421), а середній дохід на одну сім'ю — 81 334 долари (медіана — 73 703). Медіана доходів становила 44 539 доларів для чоловіків та 40 741 долар для жінок. За межею бідності перебувало 7,3 % осіб, у тому числі 6,9 % дітей у віці до 18 років та 4,7 % осіб у віці 65 років та старших.
Цивільне працевлаштоване населення становило 1019 осіб. Основні галузі зайнятості: освіта, охорона здоров'я та соціальна допомога — 32,7 %, роздрібна торгівля — 13,2 %, виробництво — 8,9 %, мистецтво, розваги та відпочинок — 7,8 %.